# 아우구스타 (시칠리아)

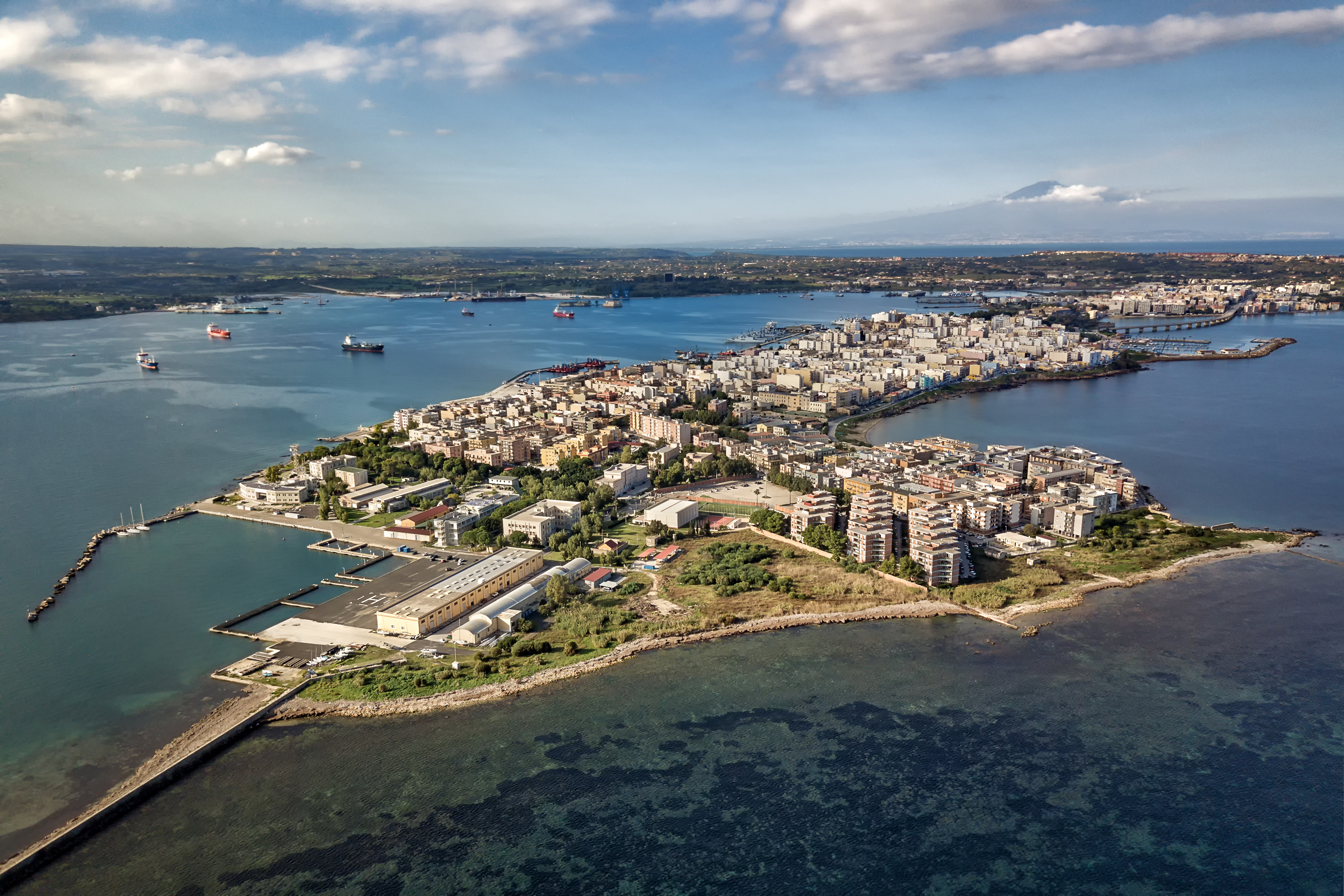

아우구스타(Augusta, 이탈리아어: [auˈɡusta], 고풍스러운 Agosta, 시칠리아어: Austa [aˈusta], 그리스어 및 라틴어: Megara Hyblaea, 중세: Augusta)는 시칠리아 동부 해안(이탈리아 남부)에 위치한 시라쿠사 지방의 도시이자 코무네이다. 이 도시는 이탈리아의 주요 항구 중 하나이며, 특히 인근에 있는 정유소의 주요 항구 중 하나이다.

## 지리
이 도시는 시라쿠사 지방에 위치하고 있으며 이오니아 해를 마주하고 있다. 구시가지는 16세기에 지협을 잘라 만든 섬으로, 현재는 두 개의 다리로 시칠리아 본토와 연결되어 있다. 다리 하나는 12세기 또는 13세기에 슈바비아 육교(Swabia Viaduct)의 프리드리히 2세(Frederick II)의 일부로 건설되었다. 그리고 또 다른 오래된 다리는 도시가 설립되었을 때 건설되었으며 포르타 스파뇰라(Porta Spagnola)라고 불린다. 아우구스타에는 현재 두 개의 항구가 있다.